# Помповое оружие

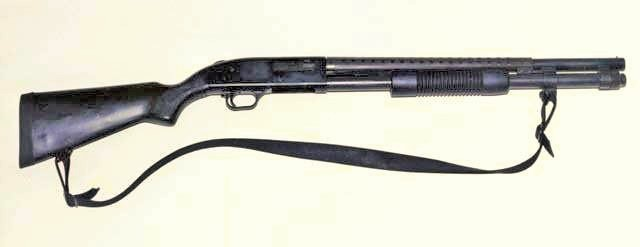
Ружьё Mossberg M590.

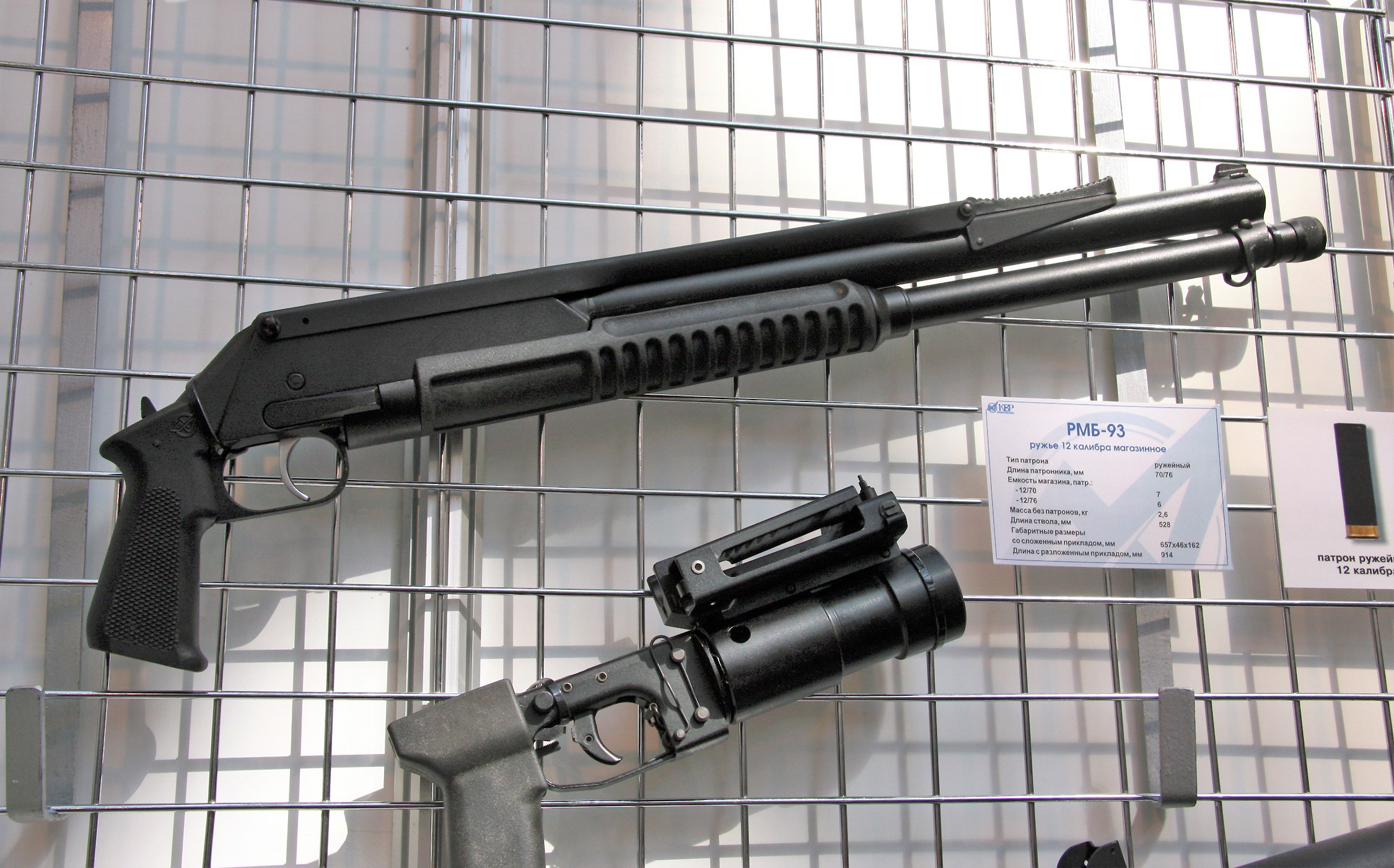
Ружьё РМБ-93 с подвижным стволом.

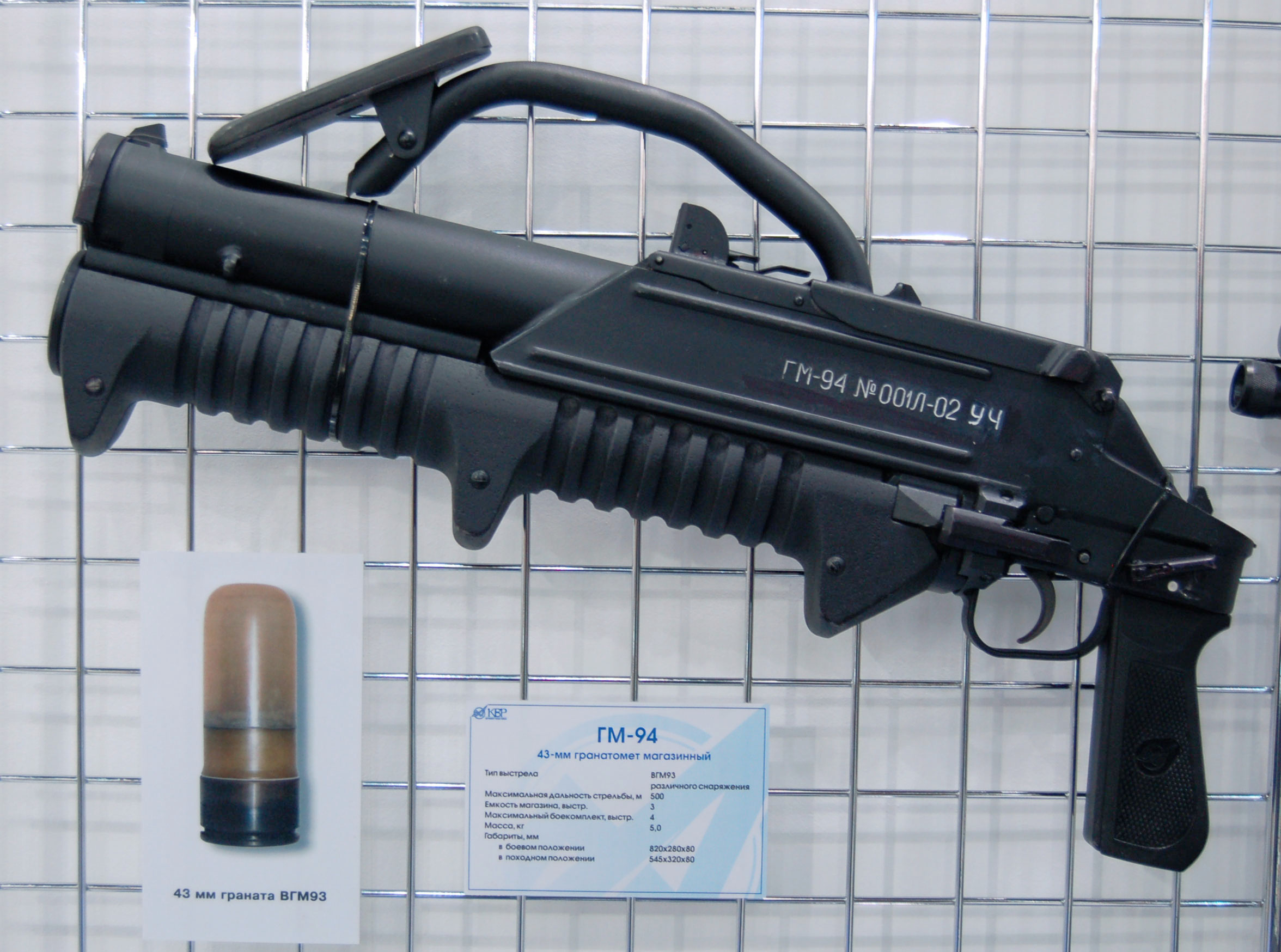
Гранатомёт ГМ-93/94 с подвижным стволом.

Помповое оружие (оружие с перезарядкой подвижным цевьём) — огнестрельное оружие, в котором скользящая передняя рукоять (цевьё) двигает затворную группу, скользя при механическом воздействии на неё назад или вперёд, выбрасывая отстрелянную гильзу и досылая новый патрон. Чаще всего используется для магазинных ружей (дробовиков), но также существуют помповые винтовки и гранатомёты. Такой механизм значительно быстрее классических магазинных винтовок со скользящим затвором и намного быстрее двуствольных ружей, так как нет необходимости убирать руку с рукояти для перезарядки до полного расстрела магазина. В оружейном деле общепринятое название этого вида перезарядки — скользящее цевьё.
Изобрёл помповую схему американский изобретатель Кристофер Спенсер (англ. Christopher Miner Spencer) в 1882 году. Позже эту конструкцию развил Джон Мозес Браунинг в своём ружье M1893/97.
Также этот термин может быть применён к разнообразным пневматическим ружьям, где похожий механизм используется для одновременного досылания пули и сжатия воздуха для выстрела либо пружины, соответственно.

## Преимущества
Интервал между выстрелами у помпового оружия в среднем меньше, чем у некоторых образцов самозарядного (полуавтоматического). Использование широкого спектра патронов, несовместимых со стандартным оружием, также играет ему на руку. Механический принцип делает это оружие дешевле и надёжнее самозарядного. Также в процессе перезарядки есть возможность выбрать новую цель, что является уникальным свойством такого вооружения.

## Недостатки
В большинстве случаев оружие использует несъёмный магазин подствольного или надствольного типа, что затрудняет полную перезарядку магазина, так как каждый патрон должен быть вложен в магазин вручную. Тем не менее в некоторых помповых видах оружия используются съёмные магазины коробчатого типа, например в серии винтовок Remington 7600, Mossberg 590M или в итальянском ружье Valtro PM5.
Кроме того, необходимость дёргать цевьё движением на себя (или от себя) сбивает наводку оружия, требуя прицеливания заново. Для дальнобойных нарезных винтовок это серьёзный недостаток, но он не так существенен для гладкоствольных ружей, для стрельбы навскидку дробью на небольшие дистанции.
Трубчатый подствольный магазин также не позволяет использовать патроны центрального воспламенения с остроносыми пулями: пуля упирается в капсюль следующего патрона, и при сотрясении может наколоть капсюль, что приведёт к взрыву одного или нескольких патронов в магазине. При использовании пулевых патронов с подкалиберной пулей также следует уделять внимание посадке пули в патроне: плохо закреплённая пуля также может ударить по капсюлю расположенного перед ней патрона.